# Boklotteriets stipendiater 1962
Boklotteriet startade 1948 på initiativ av författaren Carl-Emil Englund. Överskottet för Boklotteriet 1961 blev cirka 270 000 kronor. Antalet lotter för Boklotteriet 1961 var 850 000. 
Följande författare belönades med stipendier 1962:
10 000 kronor
- Sivar Arnér
- Erik Blomberg
- Walter Ljungquist
- Sven Rosendahl

5 000 kronor
- Gösta Gustaf-Janson
- Kai Henmark
- Folke Isaksson
- Axel Liffner
- Jan Myrdal
- Erik Rosenberg

3 000 kronor
- Lars Ardelius
- Sun Axelsson
- Birger Christoffersson
- Bo Gustavsson
- Runer Jonsson
- Gunnar Wahlström

2 000 kronor
- Lennart Blom
- Karin Fredriksson
- Sune Jonsson
- Sigvard Karlsson
- Max Lundgren
- Margareta Malm
- Hans Mörk
- Christian Stannow
- Annakarin Svedberg

Specialstipendium
- Albin Lind – 5 000 kronor

Journaliststipendier
- Sven O. Andersson – 3 000 kronor
- Ove Sandell – 3 000 kronor

Stipendier till barn- och ungdomsförfattare om 3 000 kronor vardera till
- Inger Brattström
- Edor Burman
- Maria Gripe
- Stig Kassman – översättarpris
- Arne Lundgren

Stipendium från Arbetarnas bildningsförbund som erhållit medel från Boklotteriet
- Carl-Emil Englund – 5 000 kronor

Vid ABF:s jubileum utdelades dessutom följande stipendier
- Jacob Branting – 2 500 kronor
- Göran Börge – 2 500 kronor
- Marianne Källberg – 2 500 kronor
- Erik Vongheer – 2 500 kronor
- Gudrun Jacobsson – 1 000 kronor
- Siw Liljeqvist – 1 000 kronor

Stipendium från Aftonbladet som erhållit medel från Boklotteriet
- Lars Gustafsson  10 000 kronor

Stipendier från Landsbygdens stipendienämnd som erhållit medel från Boklotteriet
- Anna Rönnqvist – 4333:34 kronor
- Hans Lidman – 4333:33 kronor
- Gunnar E. Sandgren – 4333:33 kronor

Stipendium från tidningen Vi som erhållit medel frånBoklotteriet
- Sven Rosendahl – 5 000 kronor
- Olle Svensson – 2 500 kronor
- Lars Bäckström – 2 500 kronor

Stipendium från FIB:s lyrikklubb som erhållit medel från Boklotteriet
- Sandro Key-Åberg  5 000 kronor

Boklotteriets stora pris (sedermera Litteraturfrämjandets stora pris) om 25 000 kronor
- Johannes Edfelt

Boklotteriets stora romanpris (sedermera Litteraturfrämjandets stora romanpris) om 15 000 kronor
- Lars Ahlin

Boklotteriets stipendiater för övriga år finns angivna i
- 1949 Boklotteriets stipendiater 1949
- 1950 Boklotteriets stipendiater 1950
- 1951 Boklotteriets stipendiater 1951
- 1952 Boklotteriets stipendiater 1952
- 1953 Boklotteriets stipendiater 1953
- 1954 Boklotteriets stipendiater 1954
- 1955 Boklotteriets stipendiater 1955
- 1956 Boklotteriets stipendiater 1956
- 1957 Boklotteriets stipendiater 1957
- 1958 Boklotteriets stipendiater 1958
- 1959 Boklotteriets stipendiater 1959
- 1960 Boklotteriets stipendiater 1960
- 1961 Boklotteriets stipendiater 1961
- 1962 Boklotteriets stipendiater 1962
- 1963 Boklotteriets stipendiater 1963
- 1964 Boklotteriets stipendiater 1964
- 1965 Litteraturfrämjandets stipendiater 1965
- 1966 Litteraturfrämjandets stipendiater 1966
- 1967 Litteraturfrämjandets stipendiater 1967
- 1968 Litteraturfrämjandets stipendiater 1968
- 1969 Litteraturfrämjandets stipendiater 1969
- 1970 Litteraturfrämjandets stipendiater 1970
- 1971 Litteraturfrämjandets stipendiater 1971
- 1972 Litteraturfrämjandets stipendiater 1972